# Cultura de Guyana
La cultura de Guyana refleja influencias africanas, hindúes, chinas, europeas (británicas, neerlandesas y portuguesas) y, principalmente, influencias caribeñas.
Guyana, Surinam y Trinidad y Tobago son los únicos territorios sudamericanos que culturalmente se identifican más con la región del Caribe. Los guyaneses comparten intereses similares a los de las Antillas Menores, como por ejemplo la música, deportes, cocina y eventos culturales.

## Literatura y teatro
Los autores más populares de Guyana son Wilson Harris, Jan Carew, Denis WIlliams, E. R. Braithwaite y Joneiquel Rodriguez. Las memorias de Braithwaite tituladas To Sir With Love detallan sus experiencias como profesor en una escuela de los tugurios de Londres. 
Edgar Mittelholzer es bien conocido fuera de Guyana por su novela Corentyne Thunder y una trilogía llamada Kaywana, la cual seguía la historia de una familia a través de los 350 años en Guyana.
Aunque el teatro a comienzos del siglo XIX en Georgetown era europeo, a principios del siglo XX surgió un tipo de teatro de la clase media de origen africano e hindú. Para los años 50 hubo una explosión de formas étnicamente diversas de teatro que mostraban un compromiso social. A pesar de la depresión económica, hubo un esfuerzo por mantener el teatro después de los 80. Un importante repertorio de teatro hizo su aparición en la Carifesta y el Theatre Guild de Guyana. A partir de los  las obras de Wordsworth McAndrew tuvieron prominencia en el teatro guyanés.

## Música y artes visuales
La tradición musical de Guyana es una mezcla de elementos nativos con otros africanos, europeos e índicos. La música popular incluye estilos como el reggae, calipso, chutney, americana, latinoamericana y brasileña.
El arte toma múltiple formas en Guyana, pero los temas dominantes son amerindios, diversidad étnica y la naturaleza de Guyana.
La personalidad guyanesa más destacada a nivel internacional es el músico y cantante de reggae Eddy Grant, nacido en Plaisance, el 5 de marzo de 1948.

## Cine
El primer filme guyanés fue Guiana 1838, dirigida por el director guyanés Rohit Jagessar. Representa la llegada al Caribe de los primeros sirvientes hindúes en 1838 después de que la esclavitud fuese abolida por el Imperio británico en 1834. La película es de 2004.